# Малеиновый ангидрид
Малеи́новый ангидри́д (2,5-фурандион) — органическое соединение с формулой {\displaystyle {\ce {C4H2O3}}}. В чистом состоянии — бесцветное или белое твёрдое вещество.
Является прекурсором широкого спектра веществ органического синтеза. Мировое производство превышает 2 млн тонн в год.

## Синтез
Традиционный способ производства — окисление бензола или других ароматических соединений с применением в качестве катализатора пентоксида ванадия и триоксида молибдена.
Но к 2006 году лишь на немногих производствах сохранился этот способ. Из-за роста цен на бензол, а также из экологических соображений, значительное количество малеинового ангидрида теперь получают каталитическим окислением н-бутана:
{\displaystyle {\ce {2 CH3-CH2-CH2-CH3 + 7 O2 -> 2 C4H2O3 + 8H2O}}}.

### Производство
К середине 2010-х годов крупнейшие производители Китай (около 750 тыс. тонн в год), США (330 тыс. тонн в год), Япония (121 тыс. тонн в год), Германия (110 тыс. тонн в год), Италия и Саудовская Аравия (по 100 тыс. тонн в год).

## Химические свойства
Химические свойства малеинового ангидрида чрезвычайно разнообразны из-за его высокой реакционной способности при наличии двух функциональных групп:
- При взаимодействии с водой образуется малеиновая кислота, цис-{\displaystyle {\ce {HO2CCH=CHCO2H}}}. При взаимодействии со спиртами образуются неполные эфиры, например цис-{\displaystyle {\ce {HO2CCH=CHCO2CH3}}}.
- Малеиновый ангидрид — очень активный диенофил в реакциях Дильса — Альдера.
- Малеиновый ангидрид реагирует с абиетиновой кислотой и её эфирами.
- Малеиновый ангидрид также используется для производства тетрагидрофурана реакцией димеризации[7]:

## Токсичность, охрана труда
Малеиновый ангидрид — токсичное вещество, может попадать в организм при вдыхании и через кожу. Мгновенно-опасная концентрация 10 мг/м3.
ПДК 2,5-Фурандиона 1 мг/м3 (максимально разовая). По данным малеиновый ангидрид при концентрации 2—3 мг/м3 имеет «незначительный запах и слабое раздражающее действие». Использование широко распространённых фильтрующих СИЗОД при «замене фильтров при появлении запаха под маской» (как рекомендуется в РФ поставщиками) приведёт к запоздалой замене противогазных фильтров, по крайней мере, у части работников. Следует использовать значительно более эффективные изменение технологии и средства коллективной защиты.